# Priseaca (okręg Ardżesz)
Priseaca – wieś w Rumunii, w okręgu Ardżesz, w gminie Coșești. W 2011 roku liczyła 286 mieszkańców.